# Leifsonia
Genre
Leifsonia est un genre de protéobactéries de la famille des Microbacteriaceae.
Ce genre regroupe une quinzaine d'espèces. L'espèce type est Leifsonia aquatica.

## Liste d'espèces
Selon Catalogue of Life (14 août 2014) :
- Leifsonia aquatica
- Leifsonia aurea
- Leifsonia cynodontis
- Leifsonia naganoensis
- Leifsonia poae
- Leifsonia rubra
- Leifsonia shinshuensis
- Leifsonia xyli

## Liste des espèces, sous-espèces et non-classés
Selon NCBI (14 août 2014) :
- Leifsonia antarctica
- Leifsonia aquatica
  - non-classé Leifsonia aquatica ATCC 14665
  - non-classé Leifsonia aquatica H1aii
- Leifsonia bigeumensis
- Leifsonia kafniensis
- Leifsonia kribbensis
- Leifsonia lichenia
- Leifsonia naganoensis
- Leifsonia pindariensis
- Leifsonia poae
- Leifsonia psychrotolerans
- Leifsonia rubra
  - non-classé Leifsonia rubra CMS 76R
- Leifsonia shinshuensis
- Leifsonia soli
- Leifsonia xyli
  - sous-espèce Leifsonia xyli subsp. cynodontis
    - sous-espèce Leifsonia xyli subsp. cynodontis DSM 46306

  - sous-espèce Leifsonia xyli subsp. xyli
    - sous-espèce Leifsonia xyli subsp. xyli str. CTCB07